# Euthymie
L'euthymie (du grec eu, bien, heureux et thymia, l'âme, le cœur) constitue le concept central des pensées morales de Démocrite qui la présente comme une disposition idéale de l'humeur correspondant à une forme d'équanimité, d'affectivité calme et de constance relative des états d'âme. 
Démocrite (-460..-370) préconise l'euthymie comme règle de vie, comme idéal de constance sereine, de santé psychique.
Épicure (-342..-306) précise la formule en distinguant l'« aponie », absence de douleur physique, et l'« ataraxie », absence de troubles de l'âme (et de l'esprit). Le plaisir authentique est l'alliance de l'aponie et de l'ataraxie. C'est là le sommet de ce que l'homme peut atteindre, le vrai plaisir, loin des états dysthymiques de la mélancolie (bile noire) et de la manie (exaltation).
Dans son traité Des fins, Cicéron (-106/-43) appelle l'euthymie le « souverain Bien », alors que Sénèque préfère l'appeler tout simplement « tranquillité ».

## En psychiatrie
L'euthymie est un terme utilisé également en psychiatrie pour définir une humeur normale, notamment dans le cadre des troubles bipolaires,.

## Voir également
- Thumos